# Anguillavus
Anguillavus es un género extinto de peces actinopterigios prehistóricos. Fue descrito por Hay en 1903.
Vivió en el Líbano. Originalmente se describió como una anguila primitiva con aletas pélvicas, a diferencia de las anguilas modernas. En 1981, se volvió a examinar el holotipo A. hackberryensis de estratos marinos del Cenomaniense en Kansas, después de lo cual el género se redescribió como un género de peces del orden Aulopiformes.